# Bicyclus graueri
Bicyclus graueri is een vlinder van de familie van de Nymphalidae, van de onderfamilie van de Satyrinae. De soort is voor het eerst wetenschappelijk beschreven als Mycalesis graueri door Hans Rebel in een publicatie uit 1914.

## Verspreiding
De soort komt voor in de subalpiene bossen van Gabon, Congo-Kinshasa, Oeganda en Noordwest-Tanzania.

## Ondersoorten
- Bicyclus graueri graueri (Rebel, 1914) (Congo-Kinshasa, Oeganda en Noordwest-Tanzania)
- Bicyclus graueri kota Vande weghe, 2009 (Gabon)